# ديك شارون
ديك شارون (بالإنجليزية: Dick Sharon)‏ هو لاعب كرة قاعدة أمريكي، ولد في 15 أبريل 1950 في سان ماتيو في الولايات المتحدة.

## وصلات خارجية
- ديك شارون على موقعبيزبول رفرنس.كوم (الدوري الرئيسي) (الإنجليزية)
- ديك شارون على موقعبيزبول رفرنس.كوم (الدوري الثانوي) (الإنجليزية)